# Terminal Velocity (film)
Pour les articles homonymes, voir Terminal Velocity.
Pour plus de détails, voir Fiche technique et Distribution.
Terminal Velocity est un film américain réalisé par Deran Sarafian en 1994.

## Résumé
Ditch Brodie est un instructeur de chute libre et de saut en parachute. Un jour une jolie fille demande à faire son premier saut, et à un moment de distraction de l'instructeur, elle tombe comme une pierre et meurt au sol. Ditch mène son enquête, persuadé que les apparences sont trompeuses.

## Fiche technique
- Réalisateur : Deran Sarafian
- Scénario : David Twohy
- Production : Ron Booth, Joan Bradshaw, Robert W. Cort (en), Tom Engelman, Ted Field, Scott Kroopf, David Twohy
- Société(s) de production : Hollywood Pictures, Interscope Communications, Libra Pictures, Nomura Babcock & Brown (en), PolyGram Filmed Entertainment
- Musique : Joel McNeely
- Directeurs de la photographie : Oliver Wood, Norman Kent (en)
- Durée : 102 min
- Pays de production :  États-Unis
- Langue : anglais
- Couleur : Technicolor
- Aspect Ratio : 2.35 : 1
- Son : Dolby Digital
- Classification : Canada : PA (Manitoba) -AA (Ontario) - 14 (Nouvelle-Écosse) / USA:PG-13
- Dates de sortie : 
  - Canada : 9 septembre 1994
  - USA : 23 septembre 1994
  - France : 4 janvier 1995
  - Australie : 26 janvier 1995
  - Royaume-Uni : 7 avril 1995

## Distribution
- Charlie Sheen (VF : Eric Herson-Macarel ; VQ : Daniel Picard) : Richard 'Ditch' Brodie
- Nastassja Kinski (VF : Odile Cohen ; VQ : Geneviève De Rocray) : Chris Morrow / Krista Moldova
- James Gandolfini (VF : Bernard-Pierre Donnadieu ; VQ : Guy Nadon) : Ben Pinkwater

- Christopher McDonald (VF : Pascal Renwick ; VQ : Mario Desmarais) : Kerr
- Gary Bullock (VF : Jean-Claude Michel ; VQ : Benoît Marleau) : Lex
- Hans R. Howes (VF : Igor de Savitch) : Sam
- Melvin Van Peebles (VQ : Hubert Fielden) : Noble
- Suli McCullough (en) : Robocam
- Cathryn de Prume (VQ : Anne Bédard) : Karen
- Richard Sarafian Jr. : Dominic
- Terry Finn (VF : Maïk Darah) : une maman, à l'anniversaire
- Martha Vazquez (VF : Daniele Hazan) : la journaliste à la télé
- Sofia Shinas (VF : Élisabeth Wiener) : Broken Legs Max
- Rance Howard (VF : Michel Tugot-Doris) : Chuck, le pilote-cascadeur
- Margaret Colin (VF : Maïk Darah) : Joline « Jo » (non créditée)
- Mayya Bulgakova : la mère de Krista (non créditée)
- Elizabeth Sommers : une hôtesse (non créditée)

## Autour du film
- Il s'agit d'un des rares films à avoir été doublés en France pendant la grève des comédiens de doublage de 1994.